# Ditassa pedunculata
Ditassa pedunculata là một loài thực vật có hoa trong họ La bố ma. Loài này được Malme mô tả khoa học đầu tiên năm 1936.